# Trichoptya expansilis
Trichoptya expansilis là một loài bướm đêm trong họ Noctuidae.